# Allegan (Michigan)
Allegan település az Amerikai Egyesült Államok Michigan államában, Allegan megyében, melynek megyeszékhelye is. Lakosainak száma 5222 fő (2020. április 1.).

## Népesség
A település népességének változása:

| 2010 | 4 998 |
| 2020 | 5 222 |